# Moliden
Moliden ist ein Ort (Tätort) in der schwedischen Provinz Västernorrlands län beziehungsweise der historischen Provinz Ångermanland. Der Ort liegt zirka 20 km westlich von Örnsköldsvik am Moälven vor dessen Ausfluss in die Happstafjärden.
Hier gibt es eine der größten Tanzhallen Schwedens. Diese überdachten Tanzplätze waren besonders in der ersten Hälfte des 20. Jahrhunderts unter Jugendlichen beliebt. Auch noch heute werden hier jährlich Tanzveranstaltungen abgehalten.

## Bevölkerungsentwicklung

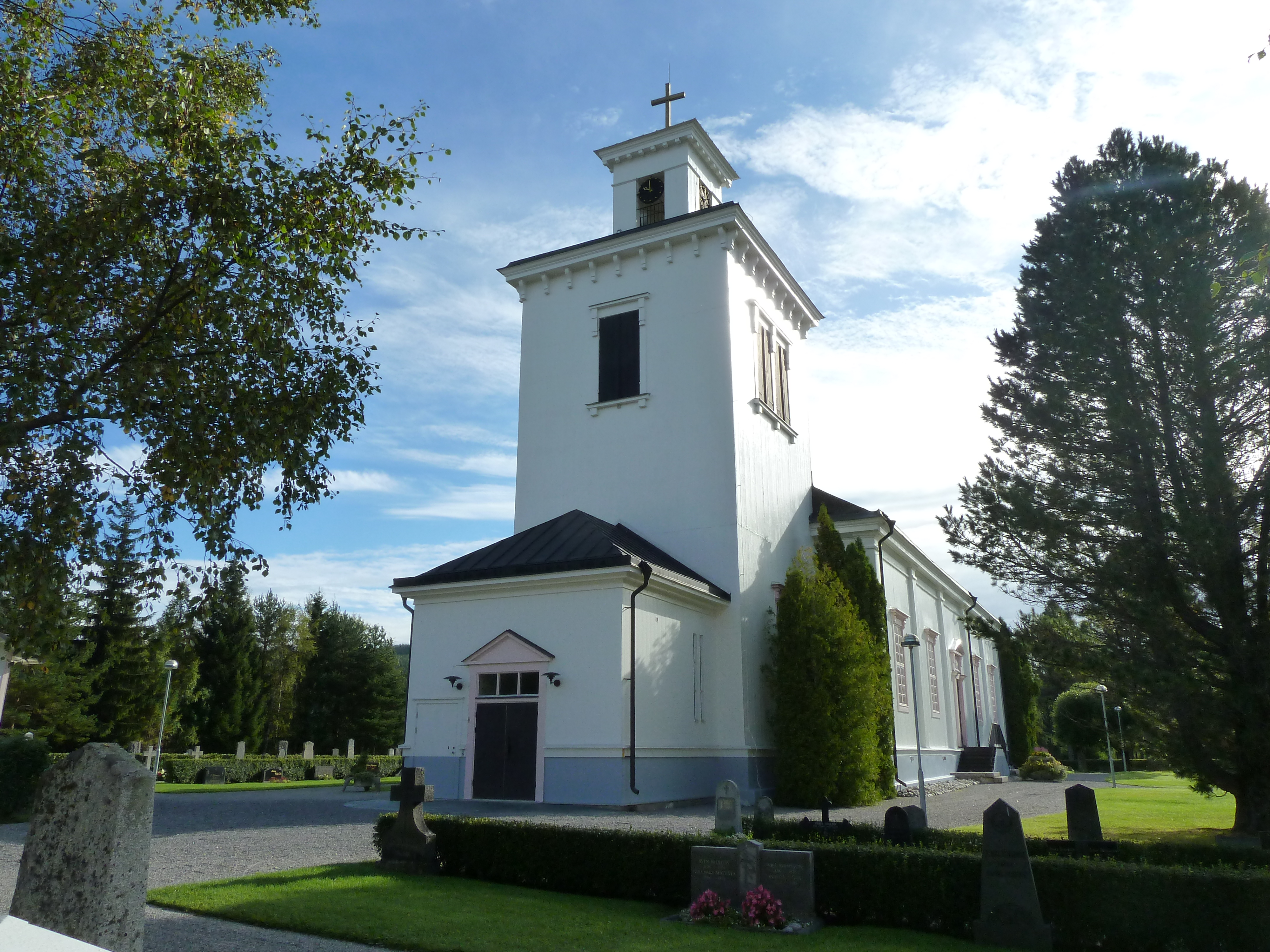
Kirche in Moliden

| Jahr | Einwohner |
| ---- | --------- |
| 1960 | 256       |
| 1965 | 248       |
| 1970 | 218       |
| 1975 | 250       |
| 1980 | 266       |
| 1990 | 349       |
| 1995 | 345       |
| 2000 | 319       |
| 2005 | 323       |
| 2010 | 300       |
| 2015 | 300       |

Quelle: Statistiska centralbyrån